# Amaury z Tyru
Amaury z Tyru (francouzsky Amaury II de Lusignan, 1272? – 5. června 1310, Nikósie) byl pán z Tyru, jeruzalémský konetábl a regent kyperského království.

## Život
Narodil se jako jeden z mnoha synů kyperského krále Huga Velikého a Isabely, dcery kyperského konetábla Víta z Ibelinu. Zřejmě okolo roku 1293 se na základě papežského dispenzu oženil s Isabelou, dcerou arménského krále Lva II.
Roku 1300 se společně s templářským velmistrem Jakubem z Molay pokusil dobýt bývalou řádovou pevnost v Tortose a spolupracovat tak s mongolským ílchánem Ghazanem ve společném postupu proti mamlúkům. Město nedobyli, nechali stálou posádku na blízkém ostrově Ruad. 26. dubna 1306 prohlásil svého bratra Jindřicha za "chorého na těle a neschopného náležitě se věnovat vládě v království" a za podpory mnohých pánů a zřejmě i templářů se nechal jmenovat "místodržícím". 14. května se bratři dohodli a Jindřich získal finanční vyrovnání. Na počátku roku 1308 se pokusili někteří vrátit moc zapuzenému Jindřichovi, Amaury povstání potlačil a jeho aktéry, Balduina z Ibelinu a Filipa z Ibelinu poslal do vyhnanství v Kilíkii, kam je v dubnu 1310 následoval i sesazený Jindřich.
Ještě během roku 1308 byl Amaury nucen na základě papežského příkazu zakročit proti templářskému řádu. Zdá se, že zpočátku nebyl příznivcem rázné akce, ale posléze přiměl templáře k veřejné přísaze víry a 28. května nechal veřejně přečíst všechny body obžaloby vůči řádu. Následovalo obléhání templářů v Limassolu a zajatci byli uvězněni až do roku 1310, kdy se započalo s jejich výslechy.
5. června večer byl Amaury nalezen mrtvý, zohavená mrtvola byla nacpaná pod schody jeho domu. Tělo zesnulého bylo pohřbeno v místní katedrále svaté Sofie. Na trůn se z exilu vrátil Jindřich.